# Albrecht Weiland
Albrecht Weiland (* 22. Januar 1955 in Nieder-Roden, Hessen) ist ein deutscher Verleger (Verlag Schnell und Steiner) und Christlicher Archäologe.

## Leben
Nach Ablegen der Abiturprüfung im Juni 1975 am Franz-Ludwig-Gymnasium in Bamberg trat er als Novize in den Franziskanerorden ein, den er während der Probezeit im Februar 1978 wieder verließ. Bereits während des Noviziats hatte er das Studium der Katholischen Theologie, der Christlichen Archäologie und der Klassischen Archäologie an der Universität Freiburg begonnen, das er, unterbrochen durch zwei Freisemester am Pontificio Istituto di Archeologia Cristiana und an der Gregoriana in Rom (1978–1979), 1982 mit dem Diplom abschloss. Nach dem Diplom wirkte er von 1982 bis 1986 als wissenschaftlicher Assistent des Rektors Erwin Gatz am Campo Santo Teutonico in Rom und wurde 1986 an der Universität Freiburg mit der kirchenhistorischen Arbeit „Der Campo Santo Teutonico in Rom und seine Grabdenkmäler“ zum Dr. theol. promoviert. Von 1986 bis 1989 war er als wissenschaftlicher Assistent am Römischen Institut der Görres-Gesellschaft tätig. Von 1983 bis 1996 war er Redaktionsassistent der Römischen Quartalschrift. Von 1987 bis 1989 setzte er sein Studium der Christlichen Archäologie am Pontificio Istituto di Archeologia Cristiana fort und schloss mit dem Lizentiat und dem Abschlussexamen für das Doktorat in Christlicher Archäologie ab. Weiland war bereits von 1988 an bis 1996 als Segretario (Geschäftsführer) dieses Instituts tätig und qua Amt Generalsekretär des Vorbereitungskomitees der Internationalen Kongresse für Christliche Archäologie.
Seit 1995 war er Beirat der Zeitschrift „das münster. Zeitschrift für Christliche Kunst und Kunstwissenschaft“, seit Mitte 1996 ist er deren Herausgeber.
1996 kehrte er nach Deutschland zurück, um die Geschäftsführung des Verlags Schnell und Steiner in Regensburg zu übernehmen. Seit 2006 ist er dessen Miteigentümer und geschäftsführender Gesellschafter, seit 2013 alleiniger Eigentümer. Weiland entwickelte in den mehr als zwei Jahrzehnten ein breit aufgestelltes, international vernetztes Verlagsprogramm mit dem Schwerpunkt Kunst- und Kulturgeschichte, Geschichte und Archäologie. Seit 2009 verleiht der Verlag jährlich an seinem Gründungstag den „Kulturpreis Kunst und Ethos“.
Nach 27 Jahren aktiver Tätigkeit zog sich Weiland mit 68 Jahren Ende Januar 2023 in die zweite Reihe zurück und hat die Leitung des Verlags in die Hände seines Sohnes Felix gelegt.
Weiland ist seit 1990 mit der Christlichen Archäologin Jutta Dresken-Weiland verheiratet, das Paar hat zwei Kinder.

## Gesellschaftlich-politisches Engagement
In seiner Studentenzeit war er von 1977 bis 1978 Vorsitzender (Sprecher) des Fachschaftsrats der Theologischen Fakultät der Universität Freiburg.
Während seiner Studentenzeit wurde er 1978 Mitglied der katholischen Studentenverbindung KDStV Hercynia Freiburg im Breisgau im CV.
Seit 1982 Mitglied der Görres-Gesellschaft zur Pflege der Wissenschaften, seit 1996 im Beirat und seit 2017 Mitglied im Haushaltsausschuss.
1983 trat er in die Erzbruderschaft zur schmerzhaften Muttergottes beim Friedhof der Deutschen und Flamen (Campo Santo Teutonico) ein und engagierte sich seit 1984 bis zu seinem Weggang aus Rom 1996 im Vorstand und im Verwaltungsrat im Amt des Sekretärs (Segretario). Seit November 2021 ist er erneut im Vorstand und Verwaltungsrat tätig. Zusätzlich ist er Kuratoriumsmitglied des Päpstlichen Priesterkollegs am Campo Santo Teutonico.
Seit 1986 (Gründungs-)Mitglied der KAV Capitolina zu Rom im CV, von 1986 bis 1995 im Amt des AH-Conseniors.
Seit 1987 Mitglied des Ritterordens vom Heiligen Grab zu Jerusalem, seit 2021 Komtur.
Seit 1991 Mitglied der Arbeitsgemeinschaft Christliche Archäologie zur Erforschung der spätantiken, frühmittelalterlichen und byzantinischen Kultur (AGCA).
1995 trat er als Stifter dem im gleichen Jahr gegründeten Verein zur Förderung der Christlichen Archäologie Österreichs bei.
Weiland ist seit der Gründung 2021 Vorsitzender (Präsident) des Vereins „Stiftung Pro Campo Santo Teutonico“. 
Zahlreiche weitere Mitgliedschaften in kunst- und kulturgeschichtlichen Vereinigungen.

## Auszeichnungen
- 1989 erhielt er als einer der jüngsten Träger das Ehrenkreuz für Wissenschaft und Kunst der Republik Österreich.
- 1996 erhielt er die Ehrenmedaille der Erzbruderschaft zur Schmerzhaften Muttergottes am Campo Santo Teutonico in Rom.
- 2003 wurde er zum Ehrenmitglied der Erzbruderschaft zur Schmerzhaften Muttergottes am Campo Santo Teutonico ernannt.
- 2007 erhielt er das Goldene Ehrenzeichen für Verdienste um die Republik Österreich.
- 2016 erhielt Weiland für den Verlag Schnell & Steiner in Pordenone den Preis „Lumen ex libris. Premio Internazionale all’Editoria Religiosa“ der Libreria Editrice Vaticana.
- 2023 erhielt er die Wolfgangsmedaille, die höchste Auszeichnung für Laien im Bistum Regensburg.

## Veröffentlichungen (Auswahl)
- Der Campo Santo Teutonico in Rom und seine Grabdenkmäler (= 43. Supplementheft der Römischen Quartalschrift) (Rom-Freiburg-Wien 1988).
- mit Johannes G. Deckers, Gabriele Mietke: Die Katakombe «anonima di Via Anapo». Repertorium der Malereien (= Roma Sotterranea Cristiana 9) (Città del Vaticano 1991).
- mit Erwin Gatz: Der Campo Santo Teutonico. Schnell Kunstführer Nr. 1000, 3. Aufl. 1991; 4. erweiterte und aktualisierte Auflage 2006.
- Bemerkungen zur Datierung der ehemaligen Luperkalkapelle im Vicus Patricius in Rom, in: Festschrift für Victor Saxer (= Studi di Antichità Cristiana 48) (Città del Vaticano 1992), S. 773–793.
- mit Johannes G. Deckers, Gabriele Mietke: Die Commodilla-Katakombe. Repertorium der Malereien (= Roma Sotterranea Cristiana 10) (Città del Vaticano 1994).
- Zum Stand der stadtrömischen Katakombenforschung in Rom, in: Römische Quartalschrift 89, 1994, S. 173–198.
- Zur Ausstattung der «basilichetta» in der Commodilla-Katakombe, in: Festschrift Alejandro Recio Veganzones (= Studi di Antichità Cristiana 51) (Città del Vaticano 1994), S. 625–645.
- Die Kapitelle der Geburtskirche in Bethlehem, in: Acta XIII Congressus Internationalis Archaeologiae Christianae, Bd. III (=Studi di Antichità Cristiana 54) (Città del Vaticano 1998), S. 813–827.
- Hundert Jahre Ausgrabungen am Campo Santo Teutonico in Rom, in: Römische Quartalschrift 93, 1998, S. 3–19.
- mit Jutta Dresken-Weiland: Bemerkungen zu szenischen Ritzdarstellungen in den frühchristlichen Friedhöfen Roms, in: Ikonographie Christiana. Festschrift für Pater Gregor M. Lechner OSB, Regensburg 2005, S. 27–43.
- mit Hans-Peter Fischer: Der Campo Santo Teutonico – eine deutschsprachige Exklave in Rom. Schnell & Steiner, Regensburg 2016.